# .cx
.cx — национальный домен верхнего уровня для острова Рождества (Австралия). Регистратор домена — некоммерческая организация «Интернет-администрация острова Рождества» (англ. Christmas Island Internet Administration Limited — CIIA, США), управляющая также единственным интернет-провайдером на острове. Регистрировать домены .cx могут граждане и организации любой страны без ограничений.
Утверждён 24 апреля 1997 года. Первоначально был в ведении компании Planet Three Limited с офисами в Великобритании и Австралии. 10 января 2006 года после банкротства компании и прекращения её деятельности добровольно передан в управление компании Dot CX Limited (ныне CIIA).